# Cab Kaye
Cab Kaye (Londen, 3 september 1921 – Amsterdam, 13 maart 2000) was een veelzijdig Engels-Ghanees-Nederlandse jazzmusicus, bandleider, entertainer, drummer, gitarist, pianist, songwriter en zanger die bekendstond om zijn fluweelzachte stem met invloeden van Billie Holiday en zijn capaciteit om piano te spelen met een vloeiende stijl. Hij slaagde erin om vele jazzvormen (blues, bebop, stride, scat) te verbinden met zijn Afrikaanse achtergrond.

## Jeugd
Cab Kaye, wiens volledige naam Nii-lante Augustus Kwamlah Quaye luidt, maar als musicus ook bekend is als Cab Quay, Cab Quaye en Kwamlah Quaye, werd geboren in de St Giles High Street in Londen in een muzikale familie. Cab Kayes moeder Doris Balderson was een Engelse Music Hall-zangeres. Zijn Ghanese overgrootvader was een asafo warrior drummer. Zijn grootvader Henry Quaye was een organist voor de Methodist Mission Church in de toenmalige Goudkust, het tegenwoordige Ghana. Zijn vader Caleb Jonas Quaye (Accra, Ghana, 1895 – Blisworth, Northamptonshire, 1922) trad op onder de artiestennaam Ernest Mope Diamond als musicus, bandleider, pianist en percussionist. Met zijn bluespianostijl werd hij rond 1920 vooral in Londen en Brighton populair met zijn band “The Five Musical Dragons” in Murray’s Club met onder andere Arthur Briggs, Sidney Bechet, en George "Bobo" Hines.
Cab Kaye zou zijn vader nooit leren kennen. Op 27 januari 1922, op weg om een concert te geven, kwam Caleb Jonas Quaye bij een spoorwegongeluk (Blisworth, Northamptonshire) om het leven. Cab was toen vier maanden oud. Hierna verhuisde het gezin van moeder en twee kinderen (Cab en zijn zuster Norma) naar Portsmouth, waar een levensverzekering zorgde voor een financiële ondersteuning. Cab Kaye doorliep de lagere school op de Saint John's elementary school. Tussen zijn negende en twaalfde jaar verbleef hij drie jaar in het ziekenhuis waar een gezwel in zijn nek bestraald werd. De Britse radiotherapie stond nog in zijn kinderschoenen en de behandeling van Cab Kaye was een van de eerste experimentele behandelingen. Hij hield hier zijn leven lang een litteken aan de linkerzijde van zijn hals aan over. Na ontslag uit het ziekenhuis bezocht Cab Kaye kort de Hilsea Secondary School tot 1935. Mogelijk mede doordat zijn moeder intussen alcoholproblemen had, was hij al snel vaker op straat dan in de schoolbank te vinden.
Na baantjes als verkoper van paardenmest en bokser bezocht Cab Kaye op zijn veertiende jaar nachtclubs waar gekleurde musici welkom waren (onder andere "Shim Sham" en "The Nest"). Hier leerde hij via de Afrikaans-Amerikaanse trombonist en tapdanser Ellis Jackson kennen. Bij een songcontest won Cab Kaye de eerste prijs: een tournee met de Billy Cotton Band. Cabs eerste instrument was de trom (tympanum). Een Canadese soldaat leerde hem met de stokken om te gaan en leerde hem hoe te tellen.
Het was Ellis Jackson die aan Billy Cotton voorstelde om Cab Kaye ook verder als zanger te engageren. Oorspronkelijk geëngageerd als tapdansact maakte hij met Billy Cottons showband in 1936 onder de naam Cab Quay zijn eerste plaatopname: Shoe Shine Boy. Dat was het begin van zijn loopbaan als zanger in de jazzwereld die zou uitgroeien tot een muziekcarrière die hem in contact bracht met alle mogelijke collega's over de gehele wereld.

## Oorlogstijd
In 1937 begon hij met het bespelen van drums en percussie-instrumenten om in april te werken met Doug Swallow en zijn band gevolgd door Hal Swain Band (zomer) en vanaf september 1937 met Alan Greens band in Hastings. Tot in 1940 werkte hij met de Ivor Kirchin Band in de Paramount Dance Hall (Tottenham Court Road). Cab was daar een van de weinige mensen van Afrikaanse herkomst. Toen bij de deur gasten de toegang geweigerd werd wegens hun huidskleur, weigerde hij te spelen. Dit leidde mede ertoe dat de Paramount Dance Hall vervolgens uitgroeide tot een soort "Harlem of London" (Cab Kaye in Melody Maker, 26 mei 1973). Tijdens een korte periode in de jazzband van Britain's first black swing bandleader: Ken "Snakehips" Johnson and His Rhythm Swingers trad hij in verschillende radio-uitzendingen op. Kort daarop nam Cab dienst bij de Britse koopvaardij (British Merchant Navy). De koopvaardijbemanningen hadden in de Tweede Wereldoorlog een vaarplicht en ze verleenden hand-en-spandiensten aan de oorlogsvoering. Drie dagen nadat Cab had aangemonsterd, werden op 8 maart 1941 Ken Johnson en saxofonist David Williams gedood toen een bom viel op Café de Paris waar de band werkte. Ook Cabs moeder kwam in Portsmouth bij een bombardement, waar haar huis als het enige in de straat getroffen werd, om het leven. Tijdens zijn verlof zong Cab Kaye met Don Mario Barretto in Londen.
In 1942 werd het schip waarop hij voer in de Stille Oceaan, getroffen door een torpedo. Weliswaar werd Cab gered maar het konvooi werd opnieuw beschoten door vijandelijke onderzeeërs. In de drie nachten die volgden, zonken nog twee andere schepen. Deze ervaringen zouden hem zijn verdere leven begeleiden maar nog was Cab Kaye niet gered. Het vliegtuig dat Cab moest overbrengen naar een legerhospitaal in New York, stortte kort voor landing neer.
Tijdens zijn revalidatie in New York bezocht hij jazzconcerten en speelde mee in jazzsessies in clubs in Harlem en Greenwich Village met onder meer de trompettist Roy Eldridge, trombonist Sandy Williams, bassist Slam Stewart, Pete Brown, Charlie Parker, Dizzy Gillespie en stride pianist Willie "The Lion" Smith.
Het verhaal werd opgenomen in een twee pagina's lang artikel in Melody Maker (december 1942) onder de titel: ‘TORPEDOED... S H I P W R E C K E D... INJURED... BUT HE MET ALL THE SWING STARS!’.
Na zijn terugkeer in Londen zong hij tussen februari en april 1943 met Harry Parry, de "Princes of rhythm", en vormde van 1943 tot 1944 een band in de Orchard Club (Wigmore Street) waarin onder meer de 16 jaar oude jazzsaxofonist Ronnie Scott en de pianisten Ralph Sharon en Dick Katz speelden.

## Na de oorlog
Na de oorlog speelde Cab Kaye met de All Coloured Band van Leslie "Jiver" Hutchinson in 1946 voor de Britse troepen in Egypte, India en Birma (het tegenwoordige Myanmar). Teruggekeerd in Europa trad hij in België als solist op. In 1947 verlegde hij zijn werkterrein opnieuw naar Londen om te spelen in de bands van gitarist Vic Lewis, trombonist Ted Heath, de bebopband van accordeonist Tito Burns en de band Jazz in the Town Hall. In datzelfde jaar (1947) werd Cab door de lezers van Melody Maker gekozen op de 13e plaats van de Jazz Poll.
Vanaf 1948 leidde hij als orkestleider zijn eigen bands, waaronder The Ministers of Swing waarin onder meer de saxofonisten Ronnie Scott en Johnny Dankworth en de pianist Denis Rose speelden. Voor de nieuwe golf van jazzmuzikanten uit de West Indies in Londen zowel als voor beginnende Engelse jazzmuzikanten was Cab Kaye een inspiratie als bandleider. In 1949 speelde hij met Tommy Pollard (piano, accordeon, vibes), Cecil Jacob "Flash" Winston (drums, vocals en piano) en met Paul Fenhoulet's Orchestra, een band waarin steeds top jazzmusici speelden.
Andere bands die Cab Kaye in deze periode aanvoerde waren The Cabinettes (samen met Ronnie Ball) waarin onder meer de "blues singer" uit Trinidad Mona Baptiste zong en "Cab Kaye and his coloured orchestra". Met klarinettist Keith Bird and The Esquire Six nam hij op 13 oktober 1949 een plaat op.
Door Cab op elektrische gitaar geleid speelden deze bands regelmatig in de "Fabulous Feldman Club" (100 Oxford Street, London). De Feldman Club was gehuisvest in de, binnen de geschiedenis van de moderne Britse muziek, legendarische 100 Club. Elke zondag avond werd het restaurant gehuurd door de vader van jazzdrummer Victor Feldman om zijn zoon met regelmatige optredens te garanderen. Cab Kaye trad hier regelmatig op totdat de Feldman Club in 1953 gesloten werd. Met zijn eigen All Coloured Band met daarin onder meer Dave Wilkins, Hank Shaw en Sam Walker maakte hij concerttournees door geheel Europa. Cab Kayes manager uit die tijd, Harold Davidson, boekte de band ook in Nederland. In 1948 was Cab Kayes band de eerste band met een gekleurde bezetting die na de oorlog in het Amsterdamse Concertgebouw speelde.
Eind jaren veertig ontmoette Cab Kaye in Parijs Tadd Dameron die daar met Miles Davis optrad. Van Tadd Dameron kreeg Cab Kaye de eerste en enige pianoles in zijn leven. In de Club St. Germain trof en speelde hij met gitarist Django Reinhardt die in die tijd meer bebop en ook vaker elektrisch speelde.
In Parijs trof Cab Kaye ook Roy Eldridge weer, die hem aan Don Byas voorstelde. Waarschijnlijk vond dit plaats in Dick Edward's Jazzclub "Ringside" (later de "Blue Note") in de rue Thérèse, Parijs. De Ringside club was een komen en gaan van jazzgrootheden als pianist Art Simmons, Annie Ross (Lambert, Hendricks & Ross), saxofonist James Moody, Pierre Michelot (bassist, bandleider en componist) en dichter-zanger "Oop-Pop-A-Da" Babs Gonzales. In Jazz News (21 juni 1961) wordt een jamsessie in de Ringside club begin jaren vijftig beschreven waar deze musici en Cab het publiek op de stoelen kreeg met een half uur durende bopimprovisatie op "Stomping at the Savoy".
In de daaropvolgende periode, in het begin van de jaren vijftig, begeleidde Cab Kaye regelmatig saxofonist Don Byas op piano.
In mei 1950 speelde Cab Kaye in Nederland. "Cab Kayes combo komt naar Rotterdam!", Cab Kaye en "7 negermusici", zo bericht het Nederlandse jazzblad "Rhythme" op 15 februari 1950, "brengt een programma uitgevoerd in de stijl van Louis Jordan maar ook Zuid-Amerikaanse muziek en calypso's". Cab kaye speelde de hele maand maart in de Rotterdamse Parkzicht met de jazztrompettist uit Barbados Dave Wilkins, de Jamaicaanse tenor saxofonist en klarinettist George Tyndale, Sam walker (tenor sax), Cyril Jones (piano), Rupert Nurse (bas), Cliff Anderson (drums) en Chico Eyo (bongo's). Met de Skymasters treedt Cab Kaye op voor de AVRO (volgens Melody Maker door de AVRO uitgezonden op 17 mei 1950). In dezelfde periode speelde Cab Kaye in "Music all in" uitgezonden door de TROS (Jazz & geïmproviseerde muziek in Nederland; 1978).
In 1951 nam hij met Astraschall records in Duitsland een plaat op met George Tyndale (tenor sax), Dave Wilkins (trompet), Sam Walker (tenor sax), Cyril Johnson (piano), Owen Stephens (bas) en Aubrey Henry (drums).

## Jaren vijftig en hete saus
Tussen december 1950 en mei 1951 werd Kaye en zijn Cab Kaye's Latin American band door Lou van Rees geboekt voor een tournee door Frankrijk, Duitsland en Nederland (waar hij onder meer Charlie Parker ontmoette). In Nederland speelde Kaye in het zojuist geopende Avifauna in Alphen aan den Rijn, 's werelds eerste vogelpark. Het toeval wil dat de oprichter en eigenaar, de Haagse hoedenfabrikant Gerardus van den Brink, een oom was van Kayes latere vrouw Jeannette. De eerste ontmoeting tussen hem en Jeannette als klein meisje was dan ook in Avifauna, het duurde echter nog bijna 30 jaar voordat hierop een vervolg kwam.
In 1951 kreeg Cab Kaye een kleine rol in de film “Sensation in San Remo” onder regie van Georg Jacoby. Alhoewel de “New Musical Express“ op 20 maart 1953 schrijft „Cab Kaye gets Big Film Break” wordt de film geen succes en verdwijnt als flop al spoedig uit de bioscopen. Voor Kaye is het echter niet de laatste maal voor de camera. Verdere bekendheid kreeg Cab Kaye met zijn shows in de Montpelier Buttery Club waar Cab Kaye met, aldus een flyer uit die tijd, zijn "Afro-Cuban music", danswedstrijden organiseerde (cha-cha, mambo en jive). Prijzen werden uitgereikt door jazz"stars" als Tony Crombie en Ronnie Scott. In 1952 maakte hij platen met het Gerry Moore Trio op 1 maart 1952 en het Norman Burns Quintet op 17 mei 1952. Van eind 1952 tot midden 1953 speelde hij met drummer Tommy Jones uit Liverpool en bassist en gitarist Brylo Ford uit Trinidad. Brylo Ford en Deacon Jones (drums) spelen ook in het trio waarmee Cab in 1953 een gastrol in de film Blood Orange onder regie van Terence Fisher kreeg.
Ondertussen bleef Kaye optreden met zijn eigen multiculturele band, meestal bestaande uit een muzikantenmix van Britse, Afrikaanse en West-Indische afkomst onder andere treedt Cab Kaye op in het London Palladium in 1953. Als solist gaat hij in 1953 op tournee door Schotland met de "Memories of Jolson" met onder andere Shirley Bassey. Deze show krijgt zulke lovende kritieken dat Kaye besluit zich meer op variété te richten (Melody Maker, 1953). Cab Kaye start daarop een theaterimpresariaat "Black and White productions Ltd." waarmee hij voornamelijk voor zichzelf maar ook voor anderen kleinere theater- en filmrollen organiseert (Melody Maker, 26 maart 1973). Zijn carrière als zakenman is niet van lange duur en hij richt zich al snel weer op het maken van muziek.
Een flyer van "Jephson Gardens pavilion" van 5 juli 1953 kondigt Cab Kaye en zijn "coloured orchestra" aan met als bijzondere attractie "America's Queen of the Ivories": Mary Lou Williams. Verder in deze band: jitterbug en de tapdanser Josephine (Josie) Woods, Dizzy Reece (trompet), Pat Burke (tenorsax), Dennis Rose (piano), Denny Coffey (bas) en Dave Smallman (conga & bongo). Er volgden optredens met onder andere "old black magic" zanger Billy Daniels en pianist Benny Payne (Wimbledon theatre, 26 juli 1953). In Nederland treedt hij op in het Kurhaus in Scheveningen.
Melody Maker bericht in datzelfde jaar (1953) van een zeer hete saus met een geheim recept, "Cab's secret", die in een aantal winkels rond de Archer Street in Londen verkocht wordt. Alhoewel onder vrienden nog vele jaren zeer gevraagd, wordt deze saus nooit een groot commercieel succes. Einde 1953 vormde Cab een double-act met Josie Woods. Opnieuw in Parijs in de "Ringside" club begeleidde hij, aangekondigd als "Kab Kay", Eartha Kitt op piano.
In april 1954 speelt Cab Kaye de rol van "Kenneth – the coloured singer" in "The Man Who Loved Redheads", een film geschreven door Terence Rattigan, geproduceerd door de "British Lion Film Productions Ltd." en geregisseerd door Harold French. De film gaat over een jongen die kort en onschuldig een roodharig meisje, gespeeld door Moira Shearer ontmoet en nooit vergeet. Als gage krijgt Cab Kaye 35 pond per dag.
Tijdens een van zijn tournees in Engeland (20 september 1954), nam Kaye een aantal nummers op met de band onder leiding van de pianist Ken Moule. Deze band, met zijn bijzondere bezetting, met naast Cab Kaye en Ken Moule: Dave Usden (trompet), Keith Barr, Roy Sidwell (tenorsaxofoon), Don Cooper (bas), Arthur Watts (bas) en Lennie Breslaw (drums), speelde vitale en originele muziek.
Opnieuw gecontracteerd door impresario Lou van Rees toerde hij in 1955-1956 door Nederland en trad onder meer op in de "Vliegende Hollander" in Scheveningen. Lou van Rees had het idee een bigband te vormen met twaalf bandleiders die niet vaak op de radio te horen waren, zoals Wil Hensbergen (Wil Hensbergen Orchestra), Max Woiski sr. (La Cubana Orkest), vibrafonist Eddy Sanchez (Swiss Air Trio), Johnny Kraaykamp (leider van de 'one man band'), Wessel Ilcken en Cab Kaye. In 1956 speelde "showman" Cab Kaye in de Amsterdamse "Sheherazade (jazzclub)" met zijn "All Star Quintet" bestaande uit Rob Pronk (piano), Toon van Vliet (tenorsax), Dub Dubois (bas) en drummer Wally Bishop. De club, onder vrienden "Zade" genoemd, bestond tot 1962 in de Wagenstraat en was een bekend trefpunt voor jazzmusici.
Bij een internationale jam session in de Scheveningse Kurzaal op 3 Juni 1956 ("Rhytthme" mei 1956) wordt Cab Kaye aangekondigd met een speciale Bill Haley show begeleid door ritme en twee tenoren.
Vervolgens (in 1956) toerde Cab Kaye door Duitsland en speelde in Hamburg, Düsseldorf en Keulen om in 1957 met Eric Delaney en zijn Band Show met Marion Williams door Engeland te toeren.
Op 31 augustus 1957 trad Cab Kaye als "Cab's quintet" op in het Britse televisieprogramma "Six-Five Special "(Seizoen 1, aflevering 29) met Laurence “Laurie” Deniz (1e gitaar) en zijn broer Joe Deniz (2e gitaar), Pete Blannin (bas) en Harry South (piano). Rond deze periode trad Cab ook op in „Oh Boy!“, de eerste Britse teenage all-music show en een voorganger van "Top of the Pops". „Oh Boy!“ werd geproduceerd door Independent Television (ITV)-producent Jack Good die ook "Six-Five Special" produceerde en Cab Kaye van deze show kende. Ook in 1957 werd Kaye elfde in de Jazz Poll van het muziekblad Melody Maker.
In 1960 trad hij op met het ensemble van Humphrey Lyttelton in Londen wat leidde tot de opname van de plaat “Humph Meets Cab" (maart 1960) met zijn karakteristiek geestige zang in stukken zoals "Let Sleeping Love Lie". In datzelfde jaar landde Cab op plaats negen in de Jazz Poll van Melody Maker (Melody Maker Jazz Poll British Section, 23 January, 1960, page 3). Op de eerste plaats kwam dat jaar George Melly.

## Swingende diplomaat
Op 6 maart 1957 werd Goudkust onder de naam Ghana de eerste onafhankelijke ex-kolonie in Afrika. Drie jaar later, op 6 maart 1960, riep Kwame Nkrumah de republiek uit en werd president. Voor Cab Kaye was de onafhankelijkheid van Ghana een belangrijk politiek symbool. Twee familieleden die hoge posities bij de Ghanese overheid hadden, Tawiah Adamafio en C.T Nylander, brachten Cab Kaye in contact met de Ghanese politiek. En zo werd Cab Kaye, na de onafhankelijkheid van Ghana tijdens de regering van Kwame Nkrumah, benoemd tot de "Government Entertainments Officer" en werkte vanaf 1961 voor de "Ghana high commisioners headquarters" in Londen als "protocol officer" (Daily Mirror, 5 juli 1961).
Waarschijnlijk mede door racistische ervaringen beïnvloed enerzijds en de euforie van het onafhankelijke Ghana anderzijds brak hij in deze periode met de verengelste versie van zijn naam(Cab Kaye) en noemde zich Kwamlah Quaye (sommige kranten vergaten echter de "h" in Kwamlah).
Terwijl Cab overdag voor de Ghanese ambassade werkte, speelde hij 's avonds in Ronnie Scott's Jazz Club. Ter afscheid zond de BBC een special uit over Cab onder de titel "swinging diplomat" (Jazz Club, 3 augustus 1961, 22.40 u.). In Ronnie Scott's Jazz Club werd als afscheid voor Cab een party georganiseerd onder het motto "he's goin' home" met de "best jazz in town".
Voor vertrek naar Ghana nam Cab Kaye het samen met William "Bill" Davis geschreven nummer "Everything is Go" op met zijn "Kwamlah Quaye Sextetto Africana". Met deze band maakte hij ook zijn eerste plaatopnamen waar hij gitaar speelde. Deze groep bestond uit gitarist Laurence “Laurie” Deniz (geboren in Cardiff in 1924, zijn vader kwam uit Cabo Verde), contrabas: Chris O'Brien, bongo's: Frank Holder, beide kwamen uit Brits-Guiana (nu Guyana) om in de Royal Air Force (RAF) te dienen, en Chris Ajilo op claves. "Everything is Go" was een eerbetoon aan de Amerikaanse astronaut John Glenn “get set, blast off, this man is heading for space!” een vrolijk stuk calypso, vreemd doorweven met de melancholie van de astronautische euforie der jaren zestig. In 1962 (17 februari) landde Cab op plaats 4 in de poll der topjazzstars van Melody Maker. Het nummer wordt bij de opening van de tentoonstelling van de Spaceshuttle in Accra op 29 mei 1962 in Accra door Joe Mensah gespeeld.
Cab verliet Londen met grote plannen om te gaan werken voor de Ghana Industrial Development Corporation (I.D.C). Ghana zou de Rivièra en cultureel centrum van modern Afrika worden (Evening Standard, 14 augustus 1961). In Accra aangekomen vormde hij een duo met de zangeres Mary Hyde met wie hij regelmatig in het Star Hotel en andere hotels in Accra optrad. In november 1961 treedt hij op bij een bezoek van de Britse koningin Elizabeth ('Ghana Jazz King peps up royal tour', Sunday Mirror, augustus 1961; Flamingo 16 januari 1962).
Als "Entertainment Manager" voor de "Ghana Hotels ltd." was Cab echter minder succesvol. Weliswaar organiseerde en gaf Cab goed bezochte concerten, het lukte hem niet op zondag en maandag danswedstrijden van de grond te krijgen. Kennelijk was dit in Accra zeer belangrijk, het werd in de Ghana Times (26 april 1962) bericht en leidde daartoe dat Cab Kaye zijn contract kort daarop verbrak. In 1963 trad Cab weer in het het Star Hotel op met folkzanger en activist Pete Seeger die, bekend om zijn uitspraken over de gelijkberechtiging van de Amerikaanse zwarte bevolking, op wereldtournee was, en de in Ghana zeer populaire drummer Guy Warren (later bekend ook als "Kofi Ghanaba" – zoon van Ghana). Vervolgens speelde Cab Kaye in Accra en Lagos terwijl hij ook in New York optrad (onder andere in de "Village door", Long Island). Op 7 augustus 1964 speelde hij in een benefietprogramma O'Pataki (Pataki is Yoruba voor belangrijk) voor Afrikaanse cultuur met de trompettist Dizzy Gillespie en zijn quintet. In Accra speelt hij in de in die tijd zeer bekende "Tip-Toe gardens".

## Politiek
De Ramblers Dance Band nam in deze periode zijn highlifenummer "Beautiful Ghana" onder de titel "Work and Happiness" op. Dit nummer, uitgebracht bij "Decca West Africa Recordings", werd veel gespeeld onder het regime van Nkrumah als onderdeel van het politieke "Work and Happinessprogramma". Zoals gebruikelijk na een militaire putsch (de val van Kwame Nkrumah in 1966) kregen de supporters van het vorige regime problemen. Zo ook Cab Kaye, die zijn politieke opvattingen achter "Work and Happiness" moest verklaren ("Evening News", 12 oktober 1966). Zijn zuster Norma was ondertussen getrouwd in Nigeria met dr. J.T. Nelson-Cole en bood hem een nieuwe uitvalsbasis in Lagos. Het panafrikanisme van Kwame Nkrumah zou voor Cab een van de weinige politieke richtingen zijn welke hij ondersteunde. Toch bleef Cab niet helemaal buiten het politieke leven.
Vanaf 1965 speelde Cab Kaye afwisselend in New York, Europa en Afrika. Hij gebruikte daarbij zijn culturele achtergrond van Afrika en Europa. In de "New York Amsterdam News" (18 januari 1965) laat hij een tekst afdrukken met de regels: "I am proud, I am african" ... "I am proud, I am black". Ondertekend is met Nii Lante Quaye (657 Crotona park, The Bronx). Deze tekst sluit aan bij de opkomende "Black Power" beweging.
Terwijl Cab in New York onder de naam "Nii Lante Quaye" als special act wordt aangekondigd (bijvoorbeeld 22 mei 1966 in de show van E.D. Nixon Jr "Nick la Tour" (Baritone) in St.Stephan's methodist church, Broadway) wordt de showmaster Cab Kaye in Ghanese flyers uit deze tijd aangekondigd als "M.C. (Master of Ceremony) Cab Kaye". Hij treedt regelmatig op op de Ghanese en Nigeriaanse radio en televisie. Op 16 november 1966 in "It's time for show biz" met de Spree City Stompers uit Berlijn, op 6 januari 1967 treedt hij met de "Paramount eight dance band" op in het Ghanese televisieprogramma "Bandstand" en op 30 juli als "M.C." op het internationale popfestival in Accra.
In mei 1968 treedt hij samen met zijn neven, de "Nelson Cole brothers", op in Lagos en maakt vervolgens een tournee door Nigeria.
In 1969 speelt Cab Kaye opnieuw in Lagos (Federal Palace Hotel) in een programma met onder andere Fela Kuti en highlife bandleider Bobby Benson.
Bij Cab Kayes terugkeer naar Engeland in 1970 waren zijn dochter Terri Quaye en zijn oudste zoon Caleb Quaye met zijn band Hookfoot in Londen bekender dan Cab Kaye zelf. Cab Kaye begon in Mike Leroys "Chez Cleo Club" (Knightsbridge) met Clive Cooper (bas) en Cecil "Flash" Winston (drums) om in de navolgende jaren opnieuw een veelgevraagde ster in het Londense jazzcircuit te worden. Rond 1973 speelde hij onder andere met Mike Greaves (Micky Greeve – drums, percussie), Phil Bates (bas) en Ray Dempsey (gitaar). Het jaar daarop was hij een van de attracties op het "Black Arts Festival 1974" georganiseerd door het Commonwealth Institute in Londen. Naast optredens in verschillende clubs was hij regelmatig te horen in de BBC Club, een club exclusief voor medewerkers van de BBC, met Phil Bates en Tony Crombie (componist van onder andere het door Miles Davis opgenomen „So Near, So Far“).

## Amsterdam;Cab Kaye's Jazz Piano Bar

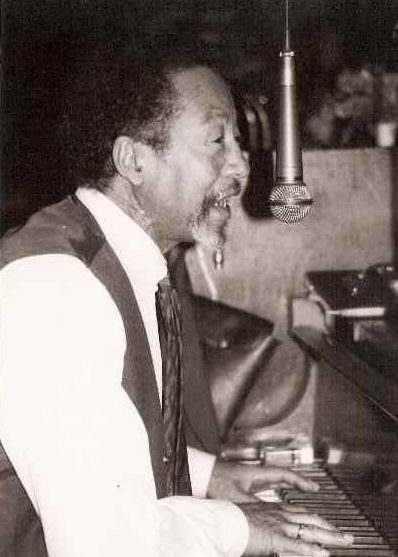
Cab Kaye in zijn Pianobar in Amsterdam

Eind jaren zeventig verhuisde Cab Kaye naar Amsterdam en werd lid van de Buma/Stemra en de beroepsvereniging van Improviserende Musici (BIM). In Amsterdam trad hij op met onder andere Babs Gonzales, jazz-funkfluitist Wally Shorts, trombonist Bert Koppelaar, bassist Wilbur Little en jazzdirigent Boy Edgar (onder andere in het Amsterdamse concertgebouw). In de eerste jaren woonde hij bij de jazzsaxofoniste Rosa King en was een lokale bekendheid in de Amsterdamse jazzscene.
Op 1 oktober 1979 opende hij met zijn Nederlandse vrouw Jeannette zijn eigen jazzclub in de Beulingstraat 9, Cab Kaye's Jazz Piano Bar. Als hij niet op tournee was in Polen, Portugal of IJsland, was hij vijf avonden per week in zijn eigen Piano Bar te horen. In de bar was het een komen en gaan van jazzgrootheden. Zo kon men daar naast Rosa King ook trombonist Slide Hampton, Aart Gisolf (sax), Dirk-Jan "bubblin" Toorop (gitaar), pianist David Mayer, zangeres Gerrie van der Klei, Max Roach, Oscar Peterson, Pia Beck en vele andere bekende jazzmusici treffen.
In deze periode was Cab, naast vele andere concerten in Nederland (bijvoorbeeld bij Max "Teawhistle" Teeuwisse in Den Oever), viermaal te horen op het het North Sea Jazz Festival. De eerste keer met zijn Cab Kaye Quartet op 16 juli 1978, vrijdag 10 juli 1981 met Akwaba Cab Kaye and his Afro Jazz, juli 1982 met Aart Gisolf en Nippy Noya en de laatste keer als solist op zondag 10 juli 1983.
In de tweede helft der jaren tachtig was Cab ook regelmatig in het Amsterdamse Victoria Hotel te horen. Op 10 oktober 1987 treedt Cab Kaye op in de "Nacht van Hilversum", een benefietactie tegen polio georganiseerd door de Rotary, de WHO en Unicef.
Op 21 mei 1988 sloot Cab Kaye's Jazz Piano Bar en was sindsdien minder vaak te horen. Het laatste grotere optreden van Cab Kaye was op zondag 8 september 1996 in het Bimhuis. Een groot aantal muzikanten en jazzliefhebbers, onder andere Herman Openneer, Pim Gras, slagwerker John Engels en Rosa King, organiseerden een drukbezocht verjaardagsfeest voor de toen 75-jarige pianist. Op dat moment beïnvloedde zijn ziekte (keelkanker) al zijn mogelijkheid te zingen. Daarna trad hij nog sporadisch op bij kleinere gelegenheden en privé in de Amsterdamse Dapperbuurt. De laatste keer dat Cab Kaye piano speelde (onder andere "Jeannette you are my love") was op 12 maart 2000, thuis, samen met Rosa King.

## Personalia
Cab Kaye trouwde drie keer. In 1939 op achttienjarige leeftijd in Engeland met Theresa Austin, jazzzangeres en dochter van een zeeman uit Barbados. Austin trad op in de bands van Cab Kaye. Theresa Austin en Cab Kaye kregen hij twee dochters, Terri Quaye, Tanja Quaye en een zoon, Caleb Quaye. Zijn tweede vrouw, de Nigeriaanse Evelyn, leerde hij in de jaren zestig kennen in Ghana. Met Evelyn verhuisde hij terug naar Engeland. Uit een korte affaire in 1973 met Sharon McGowan, ook een jazzzangeres, kreeg hij een zoon, Finley Quaye die zijn vader pas als volwassene in Nederland zou leren kennen in 1984, nadat Finleys moeder in Engeland gestorven was aan een overdosis heroïne. Na zijn huwelijk met zijn derde vrouw, Jeannette, een Nederlandse, besloot hij in Nederland te blijven en kreeg de Nederlandse nationaliteit.
In de jaren negentig kreeg Cab Kaye mondbodemkanker. De man die zijn leven lang talloze mensen vermaakt had met zijn zang, verloor hierdoor de mogelijkheid te spreken. Tot zijn overlijden op 78-jarige leeftijd (13 maart 2000) in de Dapperbuurt, woonde Cab Kaye in Amsterdam waar hij ook werd gecremeerd. Zijn as werd verstrooid op de Noordzee en in Accra (Ghana). Cab Kayes lijfspreuk was "Truth is stranger than friction (excuse my diction, I walk with a lisp)".

## Discografie
- Billy Cotton and his band – Aug. 27 1936 – CAR-4150-1 / Regal Zonophone MR2189
  - Shoe-Shine boy – Cab Quay (zang)
- Billy Cotton & his orchestra – A nice cup of tea; Volume 2 – opgenomen tussen 1936-1941 (1CD0198188 BD5 VOCALION – nieuw uitgebracht september 2001 – Vocalion CDEA 6053)
  - A Little Bit Later On – Cab Quaye (zang)
- Jazz At The Town Hall Ensemble – 3 maart 1948 (Esquire 10-032) – Ronnie Scott (ts), Johnny Dankworth (as), Reg Arnold (tp), Dennis Rose (p,tp), Jimmy Skidmore (ts), Bernie Fenton (p), Joe Muddel (b), Jack Fallon (b), Carlo Krahmer (d).
  - If You'se A Viper
  - That's My Desire
- Keith Bird and The Esquire Six – 13 oktober 1949 (Eng. Esquire m-7-96 – Esquire I0-046---5s. 9d.) – Keith Bird (cl), Tommy Pollard (vib), Ralph Sharon (p), Dave Goldberg (g), Charlie Short (b) en Carlo Krahmer (d)
  - How High The Moon
  - Esquire Blues
  - Tom's Tea Party
  - Revol.
- Cab Kaye and his Band – mei 1951 (Astraschall AW4005, Duitsland) – Dave Wilkins (tp), Sam Walker, George Tyndale (ts), Cyril Johnson (p), Owen Stephens (b) en Aubrey Henry (d).
  - Saturday Night Fish Fry (zang)
  - School-bop
  - Mood Indigo (Astraschall AW4001, Duitsland)
  - Solitude
- Cab Kaye acc. by the Gerry Moore Trio – 1 maart 1952 (Esquire 5-065) – Gerry Moore (p), Cliff Dunn (g) en Bill Bramwell (b).
  - Hypnotized
  - If I Could Hold You
  - Everything I Have Is Yours
  - Don't Never Stop Looking
- Cab Kaye acc. by the Norman Burns Quintet – 17 mei 1952 (Esquire 5-079) – Johnnie Ashcombe (vib), Basil Tait (p), Len Williams (g), Bert Daniels (b) en Norman Burns (d).
  - Pennies From Heaven
  - Oh Lady Be Good
  - Night And Day
  - More Than You Know
- Cab Kaye with the Ken Moule Seven – 20 september 1954 (Esquire 10-406 (UK) 6S. sid.) – Cab Kaye (zang en conga), Dave Usden (trompet), Keith Barr (tenor saxophone), Roy Sidwell (tenor saxophone), Don Cooper (baritone saxophone), Ken Moule (piano), Arthur Watts (bass) en Lennie Breslow (drums).
  - Jelly Jelly Blues
  - When I Hear That Conga Drum
- Humphrey Lyttelton Quartet – 15 maart 1960 (Humph meets Cab – Columbia 33SX1364) – Humphrey Lyttelton (trompet), Ian Armit (piano), Pete Blannin (bas) en Eddie Taylor (drums)
  - Jealous
  - Learnin' The Blues
  - My Melancholy Baby
  - You Can Depend On Me
  - When You're Smiling
  - Let Sleeping Love Lie
- Humphrey Lyttelton and his Band – 30 maart 1960 (G Philips 8387641) – Humphrey Lyttelton (trompet), Ian Armit (piano), Pete Blannin (bas) en Eddie Taylor (drums)
  - I'm Gonna Lock My Heart
  - High Class Baby
  - Please don't talk about me when I'm gone
- Kwamlah Quaye Sextetto Africana – 196? (Melodisc 1302 ) – Cab Kaye (zang en gitaar), Laurie Deniz (gitaar), Chris O'Brien (bas), Frank Holder (bongo's), Chris Ajilo (claves).
  - Son of Africa (DA 2159)
  - Don't you go away (DA 2158)
- Kwamlah Quaye Sextetto Africana – 196? (Melodisc ) – Cab Kaye (zang en conga), Laurie Deniz (bas), Chris O'Brien (bas), Frank Holder (bongo's), Chris Ajilo (claves).
  - Don’t You Go Away (DA-2158)
  - Everything Is Go (DA-?)
- Cab Kaye Trio – 23 december 1976 (Cab Kaye today – Riff, Leiden) – Chris Smildiger (bas), Ted Easton (drums) en Cab Kaye (piano)
  - Me, Myself And I
  - The Boogie That Makes You Moan
  - Sweet Lorraine
  - Ev'rything Stops For Tea
  - Body And Soul
  - What Can I Say Dear After I've Said I'm Sorry
  - Pennies From Heaven
  - If I Can't Sell It
  - Lover Gal
  - Alright, OK, You Win
- Cab Kaye Trio – 10 juli 1981 (Cab Kaye live at the North Sea Jazz Festival 1981 – Philips 6423 511) – Cab Kaye (zang/piano), Aart Gisolf (sax), Joop Kooger (drums), Henk Kooger (bas)
  - Everyday
  - You don't know what love is
  - Lover man
  - Them there eyes
  - Pennies from heaven
  - Boogie-woogie man
  - God bless the child
  - Me, myself and I
  - Jeannette you are my love
  - Harlem Cabaret (potpourri – Lulu's back in town, Your wig is gone, Poppity poppity pop)
- Lou van Rees presenteert: The album of the year' – 1982 – (Philips 6624 061) – liveopname
  - Harlem Cabaret (potpourri – Lulu's back in town, Your wig is gone, Poppity poppity pop)
- Cab Kaye 'live' – The key – 20 augustus 1984 (Keytone, Amsterdam) – liveopname in Cab Kaye's Jazz Pianobar in Amsterdam
  - These foolish things
  - Old man mose
  - only you can explain
  - I'm gonna lock my heart and trow away the key
  - I'm through feelin blue over you
  - In there
  - Knock me a kiss
  - What a wonderfull world
  - Where were you on the night of June 3rd
  - Jeannette you are my love
  - Akwilli waba – red peper
  - Since I fell for you
  - Teach me tonight
- Cab Kaye – the consul of swing – Victoria Blues – 14 maart 1986 – (The Studio produktion, 140386 ) – Cab Kaye (Zang/Piano)
  - Willow weep for me
  - Laughing at live
- Cab Kaye in Iceland – 18 juni 1986 – (The Icelantic national radio) – Cab Kaye (zang/piano), Gunnar Hrafnsson (bas), Gudmundur Steingrimsson (drums)
  - I've got someone
  - Laughing at life
  - Obrigado
  - Lady Bird
  - Empty bed blues
  - Cab's blues
  - That jam in love
  - 52nd Street (I remember Eroll)
  - Farewell
- Cab Kaye in Iceland & Africa on Ice – oktober 1996 – (The Icelantic national radio)
  - Son of Africa
  - Ah kwili wa ba
  - Mete U.T.C
  - Mim smo bo
  - Iceblue
- Billy Cotton & His Band – Things I Love About the 40's – 16 juni 1998 – Additional Releases 2000
  - Shoe Shine Boy – Cab Quay (zang)
- Ginger Johnson & Friends – London Is The Place For Me, volume 4 – 2006 (new compilation of 1950s) – HONEST JONS RECORDS – HJRLP 25 36728
  - Don't You Go Away
  - Everything Is Go
- Billy Cotton & His Band – Wakey Wakey! – 6 september 2005 (Living Era)
  - Shoe Shine Boy – Cab Quay (zang)
- Kenny Ball's Jazzmen and Cab Kaye and His Quartet (Jazz Club – A B.B.C. Programme, Complete as Broadcast in 1961) – 28.09.2013 ℗ 2013 DigitalGramophone.com
  - These Foolish Things
  - Baby, Won't You Please Come Home?
  - Dialogue – (Cab Kaye & Nevil Skrimshire)
  - Back in Your Own Backyard
  - In the Evening
  - Sweet Lorraine
  - Bye Bye Baby